# Günter Figal
Günter Figal (Langenberg, 15 luglio 1949 – Ulma, 17 gennaio 2024) è stato un filosofo tedesco.

## Biografia
Dopo aver studiato germanistica e filosofia presso l'università di Heidelberg, Figal si occupò perlopiù del pensiero di alcuni filosofi tedeschi, specialmente del XX secolo, quali Martin Heidegger, Hans Georg Gadamer ed Ernst Tugendhat. Insegnò per anni all'Università di Friburgo in Brisgovia.
Morì a Ulma il 17 gennaio 2024 all'età di 74 anni.

## Opere principali

### In tedesco
- Theodor W. Adorno. Das Naturschöne als spekulative Gedankenfigur. Bouvier, Bonn 1977. ISBN 3-416-01351-4.
- Martin Heidegger. Phänomenologie der Freiheit. 3. Auflage. Beltz, Frankfurt am Main 1988. ISBN 3-895-47721-4.
- Neuauflage: Martin Heidegger. Phänomenologie der Freiheit. Mohr, Tübingen 2013. ISBN 3-16-152630-9.
- Martin Heidegger zur Einführung. 5. unveränderte Auflage. Junius, Hamburg 2007. ISBN 3-885-06381-6.
- Für eine Philosophie von Freiheit und Streit: Politik – Ästhetik – Metaphysik. Metzler, Stuttgart, Weimar 1994. ISBN 3-476-01204-2.
- Sokrates. 3. Auflage. Beck, München 2006. 3. Auflage. ISBN 3-406-54747-8.
- Der Sinn des Verstehens. Beiträge zur hermeneutischen Philosophie. Reclam, Stuttgart 1996. ISBN 3-150-09492-5.
- Nietzsche. Eine philosophische Einführung. Reclam, Stuttgart 1999. ISBN 3-150-09752-5.
- Lebensverstricktheit und Abstandnahme. „Verhalten zu sich“ im Anschluß an Heidegger, Kierkegaard und Hegel. Attempto, Tübingen 2001. ISBN 3-893-08311-1.
- Gegenständlichkeit. Das Hermeneutische und die Philosophie, Mohr, Tübingen 2006. ISBN 3-161-48857-1.
- Verstehensfragen. Studien zur phänomenologisch-hermeneutischen Philosophie. Mohr, Tübingen 2009. ISBN 3-161-49805-4.
- Erscheinungsdinge. Ästhetik als Phänomenologie. Mohr, Tübingen 2010. ISBN 3-161-50515-8.
- Kunst. Philosophische Abhandlungen. Mohr, Tübingen 2012. ISBN 3-161-52242-7.
- Einfachheit. Über eine Schale von Young-Jae Lee. Modo, Freiburg 2014. ISBN 978-3-86833-150-9 (in tedesco e in inglese).

### In italiano
- Socrate, Bologna, il Mulino, 2000. ISBN 88-15-07292-6
- Nietzsche: un ritratto filosofico, Roma, Donzelli, 2002. ISBN 88-7989-727-6
- Introduzione ad Heidegger, Pisa, ETS, 2006. ISBN 88-467-1627-2
- Oggettualità, esperienza ermeneutica e filosofia, Milano, Bompiani, 2012. ISBN 978-88-452-6954-7
- C'è ancora filosofia?, in aut aut 363, luglio-settembre 2014, pp. 155-168.
- Per una filosofia della libertà e del conflitto. Saggi sulla politica l'estetica e la metafisica, tr. it. e cura di A. Lossi, Ets, Pisa 2006.